# Rydel Lynch
Rydel Mary Funk, född Lynch 9 augusti 1993 i Littleton, Colorado, är en amerikansk TV-skådespelerska, sångerska, dansare och musiker. Hon var tidigare medlem i musikgruppen R5 tillsammans med sina bröder Riker, Rocky och Ross samt Ellington Ratliff som hon tidigare även har dejtat.